# Segunda Conferencia Internacional sobre Ciudades del Aprendizaje
La Segunda Conferencia Internacional sobre Ciudades del Aprendizaje (CICA), auspiciada conjuntamente por la UNESCO y el gobierno de la Ciudad de México, se celebrará del 28 al 30 de septiembre de 2015 en la Ciudad de México. 

## Segunda Conferencia Internacional sobre Ciudades del Aprendizaje
La Segunda Conferencia Internacional sobre Ciudades del Aprendizaje (CICA), auspiciada conjuntamente por la UNESCO y el gobierno de la Ciudad de México, se celebrará del 28 al 30 de septiembre de 2015 en la Ciudad de México.

2da Conferencia Internacional sobre Ciudades del Aprendizaje
La Construcción de Ciudades del Aprendizaje Sostenibles
¿Qué es una Conferencia Internacional sobre Ciudades del Aprendizaje?
La Conferencia Internacional sobre Ciudades del Aprendizaje es un evento organizado por la UNESCO y las autoridades de la ciudad sede en el cual se brinda una plataforma para que gobernantes y expertos en la educación de todo el mundo puedan compartir su experiencia en la creación de ciudades del aprendizaje, aprendan de las experiencias de otros, forjen alianzas y establezcan sinergias.
Objetivo
El objetivo de la Conferencia es hacer un balance de los logros y continuar con la ampliación de servicios para la construcción de ciudades del aprendizaje sostenibles en todo el mundo con el propósito de contribuir a la cohesión social, y sostenibilidad económica y ambiental.
Organización de las Naciones Unidas

## Temas de la Conferencia Internacional sobre Ciudades del Aprendizaje
| Año                            | País   | Ciudad           | Tema |
| ------------------------------ | ------ | ---------------- | --- |
| 28 al 30 de septiembre de 2015 | México | Ciudad de México | La Construcción de Ciudades del Aprendizaje Sostenibles                                                    |
| 21 al 23 de octubre de 2013    | China  | Beijing          | Aprendizaje a Lo Largo de Toda la Vida para Todos: Inclusión, Prosperidad y Sostenibilidad en las Ciudades |

## Documentos de Referencia
- ¿Qué es una Ciudad del Aprendizaje?
- Beijing 2013
Vídeo
Informe de la Conferencia
- Más información
Nota Conceptual Preliminar
Agenda Provisional